# Faubourg Saint-Martin (film, 1986)
Pour les articles homonymes, voir Faubourg Saint-Martin.
Pour plus de détails, voir Fiche technique et Distribution.
Faubourg Saint-Martin est un film français réalisé par Jean-Claude Guiguet et sorti en 1986.

## Synopsis
Dans un hôtel du dixième arrondissement de Paris que dirige Mme Coppercage, trois prostituées marquées par la vie louent chacune une chambre au mois. Elles tentent de surmonter les diverses épreuves auxquelles elles sont confrontées.

## Fiche technique
- Titre : Faubourg Saint-Martin
- Réalisation : Jean-Claude Guiguet
- Scénario : Jean-Claude Guiguet
- Photographie : Alain Levent
- Musique : Sergio Tomassi, Giuseppe Verdi
- Son : Jean-François Chevalier
- Montage : Khadicha Bariha
- Producteur : Paulo Branco
- Société de production : Les Films du Passage
- Pays d'origine :  France
- Format : Couleurs - 35 mm
- Genre : drame
- Durée : 90 minutes
- Date de sortie : France - 23 avril 1986

## Distribution
- Françoise Fabian : la marquise
- Patachou : Mme Coppercage
- Marie-Christine Rousseau : Marie
- Ingrid Bourgoin : Suzanne
- Stéphane Jobert : Paul
- Emmanuel Lemoine : François
- Greg Germain
- Howard Vernon
- Valérie Jeannet
- Jacqueline Noëlle
- Marcel Gassouk
- Paulette Bouvet
- Philippe de Poix
- Jean-Frédéric Ducasse : un voyou

## Distinctions

### Sélection
- Semaine internationale de la critique lors du Festival de Cannes 1986[1]

### Récompense
- Prix Georges-Sadoul 1987[2]